# Bufo ailaoanus
Bufo ailaoanus — вид жаб родини ропухових (Bufonidae).

## Поширення
Вид є ендеміком Китаю. Його природними місцями проживання є субтропічні або тропічні вологі ліси і гірські річки. Був виявлений в Айлаошанському національному заповіднику в горах Айлао провінції Юньнань.
Жаба була вперше описана в 1984 році і більше не була зареєстрована, оскільки, живе у важко доступних місцях. Вважається рідкісною.

## Опис
Це невелика жаба, приблизно 40 мм (1,6 дюйма) завдовжки.